# 韦安仁
韦安仁（？—？），一作安化，京兆郡杜陵县（今陕西省西安市）人，出自京兆韦氏东眷，南陈宣城郡太守、清源县侯韦翙之孙，唐朝官员。

## 生平
唐太宗李世民认为南梁、南陈、北齐、北周、隋朝五朝没有史书，命令学士分别修撰，貞觀十八年（644年）修订完成，称为《五代纪传》，其中的十篇志分为三十卷，没有内容。唐太宗诏令左仆射于志宁、太史令李淳风、著作郎韦安仁、符玺郎李延寿一起撰写十篇志，之前的撰写者只有令狐德棻再度参与。唐太宗去世后，史书才完成，其中篇目虽然编入《隋书》实际却另外刊行，俗称《五代史志》。显庆元年五月己卯（656年6月13日），太尉长孙无忌等人拜谒诣朝堂，将《五代史志》呈送给唐高宗李治，唐高祖诏令将书籍收藏于秘阁。